# Radiovittaria moritziana
Radiovittaria moritziana är en kantbräkenväxtart som först beskrevs av Georg Heinrich Mettenius, och fick sitt nu gällande namn av E. H. Crane. Radiovittaria moritziana ingår i släktet Radiovittaria och familjen Pteridaceae. Inga underarter finns listade.